# Google Play開発者サービス
Google Play開発者サービス（グーグルプレイかいはつしゃサービス、英語: Google Play Services）は、Googleが独自に提供するAndroid端末向けAPIパッケージ。
多くバックグラウンドサービスとして機能する。2012年、Google+ APIとOAuth 2.0の実装のために導入された。その後、様々なGoogleのサービスをカバーするために拡張され、共通のAPIの下、多くのサードパーティーアプリケーションがGoogleのサービスと連携できるようになった。

## 概要
例えば、ゲームアプリ開発にGoogle Play ゲームサービスを組み込むと、ゲームランキングや実績、マルチプレイヤーセッションを使用して、よりゲーム内で競争力のあるソーシャルエクスペリエンスを実現できるようになる。Saved Games APIはGoogleのクラウドインフラストラクチャー内にゲームのセーブデータを保存できるようになる。 位置情報に関するサービスを提供し、ジオフェンスのようなサービスを提供する。ユーザーが特定の地理的境界に出入りするときに特定のアクションをスケジュールする、Fused Location Provider APIは、電力使用量の削減やアクティビティ認識などのロケーション情報を取得し、アプリケーションがユーザーの現在の動き（徒歩、自転車、自動車での移動など）に適応できるようにする。このような技術はGoogle マップやYahoo!マップといった様々な地図アプリや地図を利用したゲームアプリであるPokemon Goなどで使用されている。
Google ログイン APIはシングルサインオン機能を提供し、Google アカウントの認証情報を利用してアプリケーション内のユーザーを認証する。Google マップ Android APIを利用すると、特定のアプリケーション内にGoogle マップやストリートビューを含めることができ、Google マップなど別のアプリケーションを開かずに操作が可能になる。また、カメラの完全制御や、カスタムマーカーや地図オーバーレイを追加する手段が提供される。Google ドライブ APIを使用すると、Google ドライブがスマートフォンやタブレットのストレージとして認識され、他のファイル操作ツールを通してドキュメントの検索と同期を行うことができる。 Google Cast APIは、Android アプリケーションを使用してテレビにコンテンツを表示できるようにするキャスト機能(ミラーリング)を行えるようにする。Google Castでは、一般的な音声、映像、画像タイプのさまざまなヘルパーを提供している。
Google Mobile Adsは広告をアプリケーションに統合し、ユーザーの現在位置などの情報に基づいてターゲティング広告による収益化を可能にする。 Google Pay APIでは特定のアプリ内でのサービスや商品の購入を可能にする。その他にも、Google Fit APIやアカウントの認証方法、Google Analyticsがある。
Google Play開発者サービスは、システムレベルの機能を備えたほぼすべてのGoogleアプリで使用されており、また、全ての主要なAndroid サービスは、Google Play開発者サービスによって管理されている。そのため、Google Play開発者サービスを無効にすると、アプリが正しく動作しない可能性がある。
2017年からGoogle Playプロテクトという統合されたAndroidセキュリティシステムが提供されている。これはユーザーのスマートフォンやタブレットにあるapkアプリをスキャンして、セキュリティ上の脅威に対応することを目的としたもので、2019年、同社は1日5000万個のアプリをスキャンしていると発表した。また、2019年11月6日にはApp DefenseAllianceの設立を発表。 2019年11月現在、それぞれモバイル向けセキュリティーベンダーであるESET、Lookout、ZimperiumがGoogleのパートナーとなっており、これらパートナーは、Google Playプロテクトにアプリの分析をリクエストでき、Google Playプロテクトはパートナーとアプリに関するセキュリティ情報を共有する。

## 更新
Google Play開発者サービスは、Android 4.1以降で同アプリがインストールされているデバイスのGoogle Playストアを通じて自動的に更新される。これにより、端末メーカーがAndroidのファームウェアをアップデートを配布しなくとも、Googleが更新を配信でき、プラットフォームの断片化やシステムの老朽化によるサポート切れと欠陥の放置によるセキュリティリスクを回避、または軽減することができる。

## 開発・利用
2007年に発足したAndroid Open Source Project (AOSP) では、カスタムROMであるCyanogenModとLineageOSを含む、すべてのOEMメーカー端末のファームウェアの基盤として機能するファームウェアなどの修正する。そのなかで、様々なAOSPアプリがクローズドソースソフトウェアとしてGoogle Playに転送された。GmailやYouTubeなどの多くのGoogleアプリなどの多くのアプリは、Google Play開発者サービスが利用可能な場合にのみ機能する。
Google アプリパッケージの一部としてGoogle Play開発者サービスを配布するには、Googleからのライセンスが必要となる。これにより、GoogleのAndroid仕様と互換性のないAndroidデバイスを製造することが契約上禁止されている。カスタムROMなどAndroidシステムの変更に関心のある者は、Google Play開発者サービスをオプトアウトするか、プリインストール機種または非公式のソースからGoogle アプリパッケージを入手する必要がある。